# Coptocercus ovaliguttatus
Coptocercus ovaliguttatus är en skalbaggsart som beskrevs av Wang 1995. Coptocercus ovaliguttatus ingår i släktet Coptocercus och familjen långhorningar. Inga underarter finns listade i Catalogue of Life.